# Ofiucus (constelație)

Ophiuchus sau Ofiucus este una dintre cele 88 de constelații moderne și una dintre cele 48 de constelații amintite de Ptolemeu. Mai rar, este denumită constelația Omul cu șarpele, similar cu denumirea în latină: Serpentarius

## Astrologie
Ophiuchus (pronunțat Ofiucus) este o constelație situată de-a lungul ecuatorului ceresc (proiecția ecuatorului pământului), reprezentată ca un om ce ține cu câte o mână capul și coada unui șarpe (constelația Șarpele, împărțită în Capul și Coada Șarpelui). Astfel este denumită Serpentarius în latină deci Șerparul sau Purtătorul de Șerpi. Este situată între constelațiile Scorpion și Săgetător pe ecliptic, astrologic luând calități de la ambele zodii (Ophiuchus este considerat forma evoluată a Scorpionului, care îi este “mamă”, iar Săgetătorul “tatăl”).
Istoria lui Ophiuchus este veche și plină de controversă. Înainte ca romanii să modifice calendarul adăugând lunile Iulius și Augustus (motiv pentru care luna septembrie, de la 7, este a 9a lună), societatea era una matriarhală, calendarul era lunar, având 13 luni de câte 28 de zile fiecare și o zi de celebrare, iar majoritatea constelațiilor erau simbolizate de energii feminine, inclusiv Ophiuchus, care reprezenta femeia shamanică, vindecătoarea. Astfel, ulterior, lui Ophiuchus i s-au atribuit personaje istorice masculine ce au legătură cu medicina.
La greci îl găsim pe Asclepios (care se spune că ar fi reîncarnarea lui Imhotep, arhitect, inginer, astrolog și pionier al medicinei printre altele, în Egiptul Antic), zeu al sănătății și al medicinei, fiu al lui Apollo și al nimfei Coronida, care a fost învățat de centaurul Chiron să folosească arta vindecării oamenilor, folosind plantele pădurii. A ajuns îndemânatic și în chirurgie. Legenda spune că ar fi vindecat pe bolnavi și prin arta muzicii. A fost ucis de Zeus cu un fulger, fiindcă acesta nu îngăduia unui muritor atâta har. În urma lui a rămas Igea, zeița sănătății și Asclepiazii, înaintașii medicilor de azi. Avea multe temple dintre care cel mai vestit la Epidaur unde și astăzi se mai găsesc ruinele unui magnific teatru, ale unui stadion și unui local impunător de școală. Acolo zeul Asclepios era venerat sub forma unui șarpe iar templul era loc de pelerinaj și de vindecare a bolilor.
La romani îl avem pe Esculap, cu o poveste asemănătoare. Se spune că ar fi ajuns chiar să învie morții, fapt pentru care Zeus, indignat, l-a trăsnit. În Italia, cultul lui a fost introdus odată cu epidemia de ciumă din 293 î.e.n., când a fost invocat ca o salvare. Însemnele lui erau o nuia și un șarpe.
Povestea devine interesantă atunci când astrologia îi atribuie ca guvernator lui Ophiuchus pe asteroidul Chiron, reprezentantul vindecării. Chiron a fost un centaur, fiu al lui Cronos (Saturn) și al nimfei Filira. A fost un mare înțelept și expert în ale medicinei, har pe care îl avea de la Apollo. La rândul lui a predat această artă lui Asclepios și astronomia lui Heracles (Hercule), care l-a rănit de moarte, involuntar, cu o săgeată otrăvită cu sângele Hidrei din Lerna (balaur cu 7 capete). Centaurul a suferit mult, până când Zeus, înduioșat, l-a schimbat într-o constelație, a Săgetătorului.
Soarele din Ophiuchus este celebrarea lui Isis, zeița egipteană și sora/soția lui Asir, „Regele Regilor”, cunoscut și sub numele de Osiris. Când fratele lor gelos Set l-a ucis și l-a mutilat pe Osiris, Isis l-a pus la loc, cu ajutorul și protecția surorii lor Nephthys, de asemenea soția lui Set. Osiris a devenit apoi Stăpânul Lumii de Dincolo iar fiul său Horus a preluat lumea. Acești indicatori din mitul antic determină unele dintre caracteristicile lui Ophiuchus. Natura de bază a lui Isis, ca vindecător și protector, constituie valoarile de bază ale lui Ophiuchus. Isis este la egipteni divinitate a fecundității care împreună cu soțul ei Osiris și fiul lor Horus formau trinitatea sacră supremă. Era mamă a tuturor, și a naturii, în toate formele ei. Grecii o identificau cu Hera (soția lui Zeus), cu Demetra (zeița agriculturii, recoltelor, a vieții sociale și a fertilității la greci), cu Afrodita (zeița frumuseții, a iubirii, a voluptății, a fecundității și a mării la greci), cu Selena (zeiță greacă, personificare a Lunii) și cu Io (tânără din cetatea Argos, preoteasă în templul zeiței Hera). La Roma, cultul ei a fost răspândit mai ales în timpul Imperiului, sub formă de mistere (Misterele isiace).
Astfel avem o imagine a mamei supreme, a energiei feminine subjugate astăzi, a puterii de vindecare ce se află în interiorul tuturor oamenilor și care prin cunoașterea reală a sinelui și a istoriei poate fi accesată și integrată. De aceea energia lui Ophiuchus este inconjurată de controverse, de mister, de secrete, fiind asociat vrăjitoarelor și celor persecutați ce se opun status quo-ului.
"Ophiuchus este Scorpionul înviat, renăscut, schimbându-se în simbolul vulturului în zbor, dând viața pentru moarte; așa cum pe măsură ce șarpele își mănâncă coadă, natura în misterul ei este dezvăluită, fiind momentul în care au loc fenomene fără precedent spre neîncrederea tuturor. Ophiuchus aparține unei societăți eterice, unde vizualizările feminine devin miracole ale masculinului, unde se poate întâmpla imposibilul, unde putem profita de puterea zeilor. Mesajul lui Ofiuchus trebuie auzit și aplicat imediat. Ophiuchus este nașterea noului din vechi, ivirea păsării din cuib sau a șarpelui din vizuina sa; modelul de perfecțiune al puterii netestate, dar nelimitate, de a se ridica din întuneric la lumină, ca de sub dărâmăturile războiului. Acesta este ego-ul în momentul său cel mai vulnerabil, o perioadă dureroasă, anxioasă, când aterizezi pe picioare, gol, străin într-un ținut ciudat. "
(Dicționar de Mitologie - George Lăzărescu, www.siderealist.com)

## Mitologie
Legenda constelației spune că Ophiucus este de fapt spiritul lui Imhotep, renumit înțelept, cu vaste cunoștințe în ale medicinei și cu puteri tămăduitoare, care a trăit în vechiul Egipt, în secolul al 27-lea î.e.n.. Imhotep era considerat pe jumătate zeu, datorită puterilor sale miraculoase și darului de a vindeca și cele mai grave boli. El a fost venerat atât de egipteni cât și de greci, mii de ani după moartea sa. Legenda spune că în onoarea sa, Zeus i-a găsit un loc pe cer, printre alte constelații și i-a dat denumirea grecească de Ophiucus, care s-ar traduce prin „Purtătorul de șerpi”. Șarpele era cunoscut la egipteni ca simbol al tămăduirii. Ptolemeu a fost acela care a menționat existența lui Ophiucus ca una dintre cele 48 de constelații.
Se considera ca echivalentul lui Ofiucus este Asclepios.

## Astronomie
Cel mai important eveniment care s-a produs în constelația Ophiucus a fost explozia unei supernove, care a avut loc pe 10 octombrie 1604. Ea a fost observată de Johannes Kepler, de unde i-a venit și denumirea steaua lui Kepler (SN 1604). Kepler și-a publicat descoperirea în cartea „De Stella Nova in pede Serpentarii”, iar după Kepler nu au mai fost observate explozii ale unei supernove până în 1987.

### Observarea stelelor

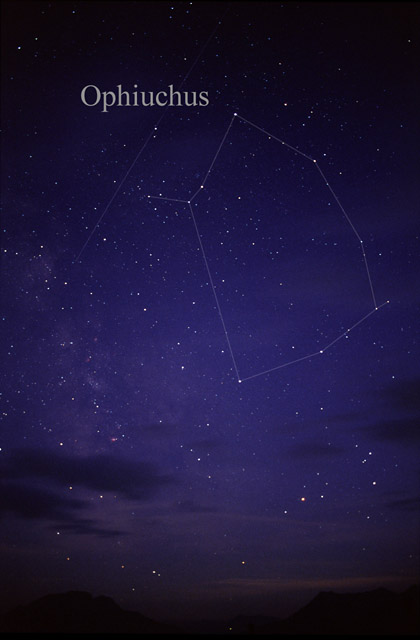
Constelația Ophiuchus

#### Localizarea constelației
Ophiuchus nu are stele preeminente: Rasalhague, principala sa stea, este de magnitudine +2,08, iar restul constelației se desenează între 3 și 4. Aceste stele servesc pentru reperarea aliniamentelor locale, dar nu sunt niște „faruri” imediat reperabile cum sunt vecinele lor Arcturus la vest, Vega la nord, Altair la est, sau Antares la sud.
Global, Ophiuchus este situat pe aliniamentul dintre Antares (la marginea inferioară a figurii) și Vega (10° în afara figurii, mai la Nord). Acest arc de 60° trece aproape de Rasalhague, cam la mijlocul ei, la 30° de aceste două „faruri”.
În alt sens, Ophiuchus și Capul Șarpelui conțin patru stele relativ mai strălucitoare în aliniamentul dintre Arcturus și „gâtul” Săgetătorului, Nunki (σ Sgr), aliniament care trece prin vârful arcului Săgetătorului și se prelungește mai la Sud spre Fomalhaut.

### Stele principale

#### Ras Alhague (αOphiuchi)
Ras Alhague (α Ophiuchi) este steaua cea mai strălucitoare din constelație. Este o stea alb-albastră de tip spectral A, situată la 47 de ani-lumină. Magnitudinea sa aparentă este de 2,08; ea strălucește de 26 de ori mai mult decât Soarele, ceea ce îi oferă o magnitudine absolută de 1,3.
Posedă un mic companion la distanța de 7 u.a., care orbitează în 8,7 ani.

#### Alte stele
| Steaua                | Magnitudine | Magnitudine absolută | Distanța de Terra (ani-lumină) | Clasă spectrală |
| --------------------- | ----------- | -------------------- | ------------------------------ | --------------- |
| Ras Alhague (α Oph)   | 2,08        | 1,30                 | 47                             | A5 III          |
| Sabic (η Oph)         | 2,43        | 0,37                 | 84                             | A2.5 Va         |
| ζ Oph                 | 2,54        | -3,20                | 458                            | 09.5 V          |
| Ied Prior (δ Oph)     | 2,73        | -0,86                | 170                            | M1 III          |
| Ceb alrai (β Oph)     | 2,76        | 0,76                 | 82                             | K2 III          |
| κ Oph                 | 3,19        | 1,09                 | 86                             | K2 IIIvar       |
| Ied Posterior (ε Oph) | 3,23        | 0,64                 | 108                            | G8 III          |
| θ Oph                 | 3,27        | -2,92                | 563                            | B2 IV           |
| ν Oph                 | 3,32        | -0,03                | 153                            | K0 III          |
| 72 Oph                | 3,71        | 1,69                 | 83                             | A4 IVs          |
| γ Oph                 | 3,75        | 1,43                 | 95                             | A0 V            |
| Marfic (λ Oph)        | 3,82        | 0,28                 | 166                            | A2 V            |
| 67 Oph                | 3,93        | -4,26                | 1418                           | B5 Ib           |
| 70 Oph                | 4,03        | 5,50                 | 17                             | K0 V SB         |
| 44 Oph                | 4,16        | 2,11                 | 84                             | A3 IV:m         |
| χ Oph                 | 4,22        | -1,66                | 489                            | B2 Vne          |
| 45 Oph                | 4,28        | 1,61                 | 111                            | F3 III          |
| φ Oph                 | 4,29        | 0,25                 | 210                            | G8/K0 III       |
| HR 6401               | 4,33        | 5,44                 | 20                             | K2 III:         |
| σ Oph                 | 4,34        | -3,44                | 1173                           | K3 II var       |
| ι Oph                 | 4,39        | 0,11                 | 234                            | B8 V            |
| ξ Oph                 | 4,39        | 3,19                 | 57                             | F2/F3 V         |
| 68 Oph                | 4,42        | -0,13                | 265                            | A2 Vn           |
| ω Oph                 | 4,45        | 0,80                 | 175                            | A p             |
| ψ Oph                 | 4,48        | 0,79                 | 178                            | K0 III          |
| HR 6493               | 4,53        | 2,14                 | 98                             | F3 V            |
| ρ Oph                 | 4,57        | -0,84                | 394                            | B2 V            |
| μ Oph                 | 4,58        | -1,55                | 549                            | B8 II-III MNp   |
| υ Oph                 | 4,62        | 1,75                 | 122                            | A3 m            |
| 71 Oph                | 4,64        | 0,33                 | 238                            | G8 III-IV       |
| 20 Oph                | 4,64        | 1,80                 | 121                            | F7 IV           |
| 41 Oph                | 4,72        | 0,60                 | 218                            | K2 III          |
| τ Oph                 | 4,77        | 1,19                 | 170                            | F5 V +...       |
| 51 Oph                | 4,78        | -0,80                | 426                            | A0 V            |
| 66 Oph                | 4,79        | -1,79                | 677                            | B2 Ve           |
| 30 Oph                | 4,82        | -0,63                | 402                            | K4 III          |
| 74 Oph                | 4,85        | 0,27                 | 269                            | G8 III          |
| 58 Oph                | 4,86        | 3,64                 | 57                             | F6/F7 V         |
| HR 6196               | 4,91        | -0,48                | 391                            | G8 II/III       |
| e Oph                 | 5,03        | -1,60                | 691                            | K4 II-III       |
| ο Oph                 | 5,14        | -0,09                | 363                            | K :...          |
| 23 Oph                | 5,23        | 0,82                 | 248                            | K2 III          |
| HR 6128               | 5,24        | -0,72                | 507                            | M2 comp         |
| 43 Oph                | 5,30        | -1,02                | 600                            | K4/K5 III       |
| HR 6516               | 5,31        | 4,23                 | 54                             | G8 IV-V         |
| 37 Oph                | 5,32        | -1,56                | 777                            | M2 III          |
| HR 6985               | 5,38        | 2,43                 | 127                            | F5 III          |
| HR 6136               | 5,41        | -0,15                | 423                            | K4 IIIp         |
| HR 6857               | 5,41        | 2,15                 | 147                            | K2 III          |
| HR 6507               | 5,41        | 1,41                 | 206                            | A8 V            |
| HR 6987               | 5,43        | 2,92                 | 103                            | F3 V            |
| HR 6375               | 5,43        | 2,40                 | 132                            | F5 IV           |
| HR 6686               | 5,44        | -0,14                | 426                            | G9 III          |
| HR 6800               | 5,50        | -0,01                | 412                            | K2 III          |

### Obiecte cerești
Ophiuchus  conține șapte roiuri globulare, M9, M10, M12, M14, M19, M62 și M107, roiurile deschise NGC 6633 și IC 4665,  nebuloasele IC 4603-4604, nebuloasa planetară NGC 6572, Nebuloasa Fluturele M2-9, care este o stea simbiotică, și Barnard 68, un nor de praf întunecat.

## Descoperirea celei de-a 13-a zodii
În urmă cu peste 60 de ani a fost lansată pentru prima dată ipoteza existenței celei de-a 13-a zodii. Mai mulți astrologi din cadrul Uniunii Astrologice Internaționale au observat atent constelațiile străbătute de Soare în rotația în jurul Terrei și au demonstrat că Soarele traversa și constelația Ophiucus. Această idee nu a fost însă acceptată de majoritatea astrologilor din vest, acest lucru putându-le pune la îndoială credibilitatea și cariera, în timp ce estul folosește astrologia vedică siderală. În 1995, ipoteza existenței zodiei a fost lansată din nou și a fost considerată drept scandaloasă, nefiind acceptată de specialiștii renumiți în domeniu strategic amplasați. Părerile privind perioada zodiei Ophiucus, adică atunci când constelația este traversată de Soare și devine mai vizibilă pe cer, sunt împărțite. Ipoteza acceptată de cei mai mulți dintre ei a fost aceea că, zodia Ophiucus este cuprinsă între 29 noiembrie și 18 decembrie însă este total eronată. Acest sistem nu ține cont de traiectoria Soarelui ci doar de măsurătorile astronomice. Astfel toate zodiile sunt modificate fiind evident faptul că nu pot avea toate constelațiile fix 30 de grade fiecare. Aceste teorii ies la suprafață în era informației iar toți cei ce caută, găsesc.       
Noua delimitare corectă a zodiilor este:
► Capricorn 20.01 - 13.02

► Vărsător 14.02 - 09.03

► Pești 10.03 - 20.04
► Berbec 21.04 - 19.05

► Taur 13.05 - 20.06

► Gemeni 20.06 - 16.07

► Rac 17.07 - 06.08

► Leu 07.08 - 14.09

► Fecioară 15.09 - 03.11

► Balanță 04.11 - 22.11

► Scorpion 23.11 - 06.12

► Ophiucus 07.12 - 19.12

► Săgetător 20.12 - 19.01

Calendar este bazat pe punctul de mijloc al constelațiilor, în baza Astrologiei Siderale Reale, ce ține cont de clătinarea axei Pământului și de Precizia Eqinocțiului. 

Primele și ultimele 3 zile dintr-o zodie sunt numite "cuspide" iar nativii sunt o combinație din cele două zodii. 
Coordonate:  17h 00m 00s, +00° 00′ 00″